# Ptjelin
Ptjelin (bulgariska: Пчелин) är ett distrikt i Bulgarien.   Det ligger i kommunen obsjtina Kostenets och regionen Sofijska oblast, i den västra delen av landet, 50 km sydost om huvudstaden Sofia.
I omgivningarna runt Ptjelin växer i huvudsak blandskog. Runt Ptjelin är det ganska glesbefolkat, med 45 invånare per kvadratkilometer.